# Dienersdorf
Dienersdorf est une ancienne commune autrichienne du district de Hartberg en Styrie qui a été rattachée au bourg de Kaindorf le 1er janvier 2015.